# Germanischer Göttername
Ein germanischer Göttername zählt in der Namenforschung zur Gattung der Sakralnamen im Germanischen und benennt namentlich eine Gottheit mit einem Nomen proprium (Eigennamen) oder mit einem Cognomen (Beinamen). Vor allem in Ortsnamen und Personennamen der germanischen Sprachen, aber auch in anderen Sprachen, zum Beispiel in Latein, kommt als Bestandteil ein germanischer Göttername vor. Solche Namen werden in der Namenkunde als theophore Namen aufgefasst.
In der Anthroponymie zählen Namen für mythische Wesen – wie etwa Dämonen, personifizierte Tiere oder Gottheiten des germanischen Kulturraums – zu den Personennamen.

## Etymologisches
Das indogermanische Wort für „Gott“ *deiṷos – woraus in Sanskrit deva, im Altirischen día und im Lateinischen deus wurde – wandelt sich im Altnordischen zu týr. Allerdings ist týr als appellativische Bezeichnung eines einzelnen Gottes lediglich in der ältesten Skaldendichtung belegt.
Die späteren Skalden und die Edda hingegen verwenden nur noch den Plural tívar im appellativischen Sinn als Kollektivbezeichnung. Den Singular týr gebrauchen sie ausschließlich als Eigennamen und in Komposita als Beiname des Gottes Óðinn – wie etwa in Hangatýr („Hänge-Gott“).
Als Pluralia tantum und Kollektiva finden sich in der Skaldendichtung des Weiteren die Namen bǫnd, bǫpt, ráð, regin und goð, alle Neutrum. Die Bezeichnung goð hingegen wird später wie auch zuvor das gotische guþ als maskuliner Singular zur Bezeichnung des christlichen Gottes verwendet.
Als Bezeichnung für Gottheiten als Kollektiv kennt die heidnische Skaldendichtung zudem den Namen der Asen, der entgegen dem Namen der Wanen-Götter aufgrund zahlreicher Entsprechungen außerhalb des Altnordischen bis in die gemeingermanische Zeit zurückreichen dürfte.

## Zur Überlieferung germanischer Götternamen
Aus dem germanischen Kulturraum sind Götternamen durch die wenigen Nachrichten seitens antiker Autoren, römerzeitlicher Inschriften und der Schriftquellen aus der Zeit der Christianisierungen sowie insbesondere aus dem Altnordischen von der umfangreich erhaltenen Skaldendichtung über die Edda bis hin zu den Namenskatalogen der Þulur überliefert. Zu vielen dieser Namen lassen sich die sprachlichen Zusammenhänge nicht mehr erhellen, doch finden sich auch zu Namen mit einer überzeugenden indogermanischen Etymologie keine gesicherten außergermanischen Entsprechungen.
Innerhalb des Germanischen selbst bleiben gleichfalls viele durch Inschriften bezeugte Beinamen ohne erkennbare Korrelation in der späteren Überlieferung. Jedoch finden zahlreiche spät überlieferte nordgermanische Götternamen außerhalb des Altnordischen auch keinen überzeugenden Anschluss. Innerhalb des Altnordischen lässt sich zumindest zwischen dem älteren Sprachgebrauch der Skalden und dem jüngeren der Edda unterscheiden.
Die späteste Überlieferung bewahrte gelegentlich Altertümliches, insgesamt besehen brachte sie jedoch, so Bernhard Maier, nur eine Ansammlung rein literarischer Neuschöpfungen ohne religionsgeschichtlichem Quellenwert hervor.